# Wojtkowice Stare
Wojtkowice Stare – wieś w Polsce położona w województwie podlaskim, w powiecie wysokomazowieckim, w gminie Ciechanowiec.
W latach 1975–1998 miejscowość administracyjnie należała do województwa łomżyńskiego.
Wierni kościoła rzymskokatolickiego należą do parafii Trójcy Przenajświętszej w Ciechanowcu.

## Historia
Wieś założona nad Pełchówką, lewym dopływem Nurca. W I Rzeczypospolitej należała do ziemi drohickiej w województwie podlaskim.
Pod koniec wieku XIX w powiecie bielskim, gubernia grodzieńska, gmina Skórzec. Użytki rolne o powierzchni 114 dziesięcin, w tym 4 łąk i pastwisk, 31 lasu i 2 dziesięciny nieużytków.
W roku 1921 we wsi naliczono 37 budynków mieszkalnych i 182. osoby (89. mężczyzn i 93 kobiety). Wszyscy zadeklarowali narodowość polską i wyznanie rzymskokatolickie.